# Darling (песня Baccara)
«Darling» — песня испанского дуэта Baccara, написанная продюсером группы Рольфом Соей совместно с автором песен Фрэнком Досталем.
Сингл, выпущенный в Европе в 1978 году, стал последним лидером чарта, добытым группой в её первоначальном составе: ему покорилась первая строчка норвежского хит-парада. В Великобритании же попасть в UK Singles Chart песне вовсе не удалось, что, вкупе с общим снижением чартовых позиций, свидетельствовало о снижении популярности дуэта.

## Список композиций
Сингл был выпущен в двух версиях, отличавшихся би-сайдами.
7" сингл (RCA PB 5566)
1. «Darling» — 5:22
2. «Number One» — 2:37

7" сингл (RCA PB 5567)
1. «Darling» — 5:22
2. «Man in Madrid» — 3:24

## Позиции в чартах
| Чарт (1978)               | Высшая позиция |
| ------------------------- | -------------- |
| Austrian Singles Chart    | 7              |
| German Singles Chart      | 6              |
| Netherlands Singles Chart | 17             |
| Norwegian Singles Chart   | 1              |
| Swedish Singles Chart     | 5              |
| Swiss Singles Chart       | 9              |